# Haahr Benzin
Haahr Benzin var et olie- og benzinselskab, og det eneste privatejede i Danmark. Ophørt i 2015.
Olaf Haahr stiftede Haahr Benzin i 1960 som ”O.Haahrs Olieforretning” hvor han lejede en tankvogn og fik en kontrakt med Esso om at sælge olieprodukter i og omkring Vejle. I 2004 solgtes benzinstationerne til Statoil, men i 2007 påbegyndte Olaf Haahr igen opbygningen af en kæde af tankstationer, men denne gang udelukkende automatiske stationer. Selskabet havde 43 automatiske tankstationer i Danmark, 24 i Jylland, 7 på Fyn, 4 på Sjælland og 1 på Lolland. Selskabet blev frasolgt i 2015.
Haahr Benzin har siden 1974 haft hovedkontor i Vejles gamle teaterbygning, beliggende i centrum af Vejle. 